# Handle
Handle (engelska (slang): ”namn (som någon är känd under)”), ursprungligen detsamma som ett artistnamn som används av personer inom demo- och crackerscenen. Termen används numera allmänt om pseudonymer i datorvärlden och i synnerhet på Internet.